# Michal Šlesingr
Michal Šlesingr (Ústí nad Orlicí, 3 febbraio 1983) è un ex biatleta ceco.

## Biografia
Originario di Letohrad, ha cominciato a praticare il biathlon a livello agonistico nel 1995 e ha debuttato in Coppa del Mondo il 26 gennaio 2002 nella staffetta di Anterselva.
Ha esordito ai Giochi olimpici invernali a Torino 2006, giungendo 55º nella sprint, 32º nell'inseguimento, 45º nell'individuale e 6º nella staffetta. L'anno successivo ai Mondiali di Anterselva ha vinto la medaglia d'argento nella gara sprint, dietro al norvegese Ole Einar Bjørndalen, ottenendo così anche il suo primo podio in Coppa del Mondo. Durante la stessa manifestazione ha anche ottenuto il bronzo nell'individuale, battuto dal francese Raphaël Poirée e dal tedesco Michael Greis.
Ha conquistato la prima vittoria di Coppa del Mondo il 16 marzo 2008 nella partenza in linea di Oslo Holmenkollen, vinta di stretta misura davanti al russo Nikolaj Kruglov.
Negli anni successivi ha partecipato alle edizioni dei Giochi olimpici invernali di Vancouver 2010 (18º nella sprint, 29º nell'inseguimento, 17º nell'individuale, 16º nella partenza in linea, 7º nella staffetta) e Soči 2014 (31° nella sprint, 57° nell'individuale).
Ai Mondiali di Kontiolahti 2015 ha vinto la medaglia d'oro nella staffetta mista, insieme a Veronika Vítková, Gabriela Soukalová e Ondřej Moravec, ed è stato 7º nella sprint, 4º nell'inseguimento, 14º nell'individuale, 5º nella partenza in linea e 6º nella staffetta. Ai XXIII Giochi olimpici invernali di Pyeongchang 2018 si è classificato 69º nella sprint, 45º nell'individuale e 7º nella staffetta.
In carriera ha preso parte a dieci edizioni dei Mondiali, partecipando a tutte le edizioni a partire da Chanty-Mansijsk 2003.
Annuncia il suo ritiro durante la stagione 2019-2020; l’ultima gara a cui ha partecipato è la staffetta maschile nella tappa di Nové Město na Moravě.

## Palmarès

### Mondiali
- 3 medaglie:
  - 1 oro (staffetta mista[2] ad Kontiolahti 2015)
  - 1 argento (sprint[2] ad Anterselva 2007)
  - 1 bronzo (individuale[2] ad Anterselva 2007)

### Mondiali juniores
- 7 medaglie:
  - 1 oro (inseguimento a Val Ridanna 2002)
  - 4 argenti (staffetta a Val Ridanna 2002; sprint, inseguimento a Kościelisko 2003; staffetta ad Alta Moriana 2004)
  - 2 bronzi (sprint a Val Ridanna 2002; staffetta a Kościelisko 2003)

### Europei
- 7 medaglie:
  - 1 oro (staffetta a Forni Avoltri 2003)
  - 3 argenti (individuale ad Alta Moriana 2001; individuale a Forni Avoltri 2003; individuale a Nové Město 2008)
  - 3 bronzi (staffetta ad Alta Moriana 2001; sprint, staffetta a Nové Město 2008)

### Coppa del Mondo
- Miglior piazzamento in classifica generale: 9º nel 2011
- 16 podi (10 individuali, 6 a squadre), oltre a quelli conquistati in sede iridata e validi anche ai fini della Coppa del Mondo:
  - 1 vittoria (individuale)
  - 6 secondi posti (3 individuali, 3 a squadre)
  - 9 terzi posti (6 individuali, 3 a squadre)

#### Coppa del Mondo - vittorie
| Data          | Località          | Nazione  | Spec. |
| ------------- | ----------------- | -------- | ----- |
| 16 marzo 2008 | Oslo Holmenkollen | Norvegia | MS    |

Legenda:

MS = partenza in linea